# 忻河铁路

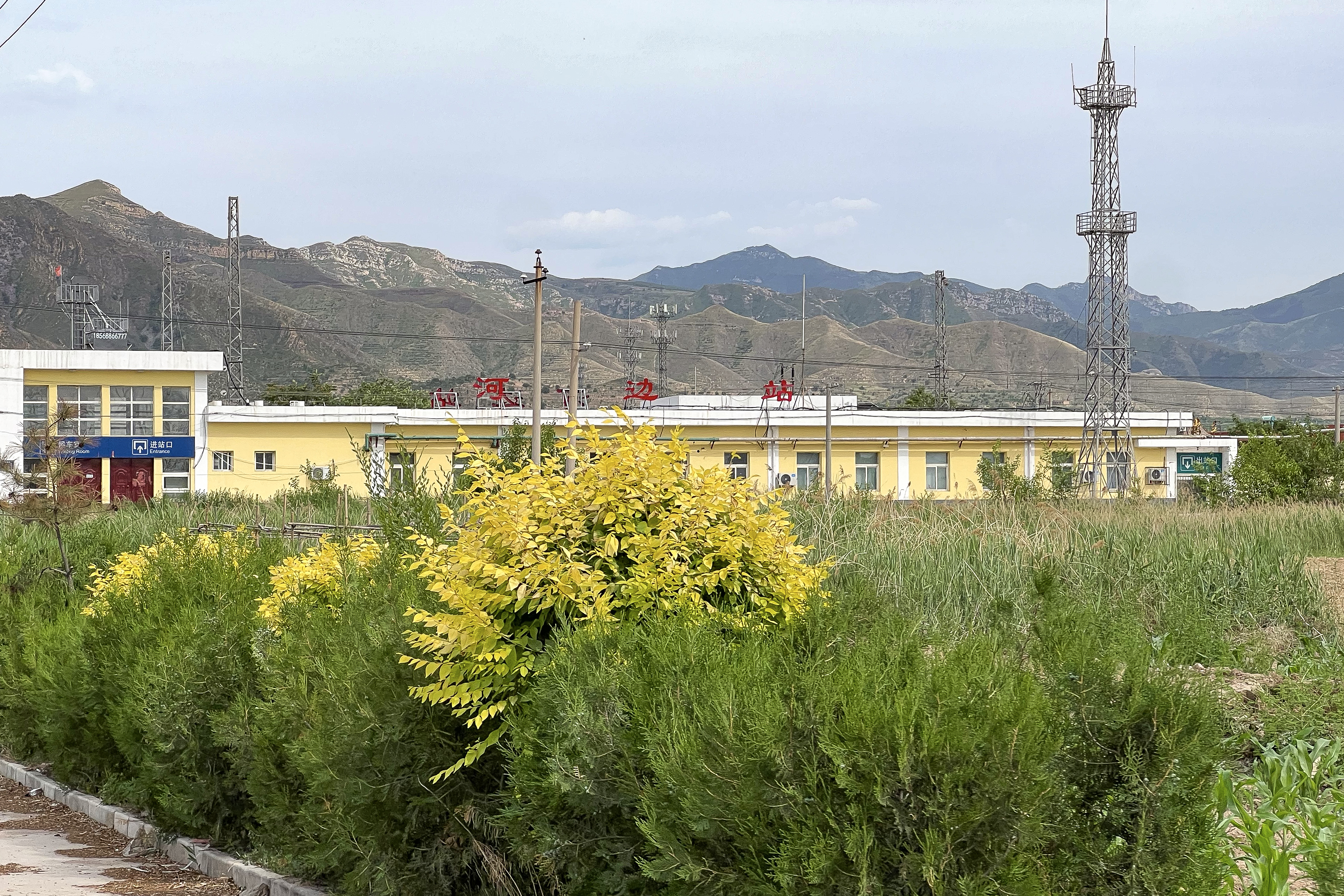
河边站外观

忻河铁路起点北同蒲线忻州站，终点是河边站，为地方工矿铁路。此铁路原名忻窑支线，1934-1935年建成。后经复杂变化演变成今天的忻河铁路。此铁路有1趟网上可查的旅客列车（8821/8822次）。线路为单线。